# JC総研
一般社団法人JC総研（ジェイシイそうけん）は、2011年1月に社団法人JA総合研究所と財団法人協同組合経営研究所が合併して発足した。元農林水産省所管。

## 概要
農業協同組合に関する法制度、人事管理や情報システムに関する調査研究を行う。所在地は東京都千代田区一ツ橋二丁目4番3号
2018年日本協同組合連携機構（JCA）に改組される。